# Nicolás Ezequiel Gorosito
Nicolás Ezequiel Gorosito (* 17. srpna 1988, Santa Fe, Santa Fe) je argentinský fotbalový obránce, od února 2025 hráč klubu SK Dynamo České Budějovice. Mimo Argentinu působil na klubové úrovni na Slovensku a ve Španělsku. Vlastní i slovenský pas.

## Klubová kariéra
Svoji fotbalovou kariéru začal v Independiente de Tandil, odkud se přes Club Sportivo Ben Hur, Sportivo Belgrano dostal do Atlético de Rafaela. V zimní přestupovém období ročníku 2010/11 odešel na zkoušku do Senice, kde uspěl a podepsal roční hostování s opcí. Po roce do klubu přestoupil.

### ŠK Slovan Bratislava
Před sezonou 2012/2013 podepsal kontrakt na čtyři roky se Slovanem Bratislava. V sezóně 2012/13 získal se Slovanem Bratislava „double“, tzn. ligový titul a triumf v domácím poháru. V sezóně 2013/14 ligový titul se Slovanem obhájil. Se Slovanem se probojoval do základní skupiny I Evropské ligy 2014/15, kde číhali soupeři SSC Neapol (Itálie), AC Sparta Praha (Česko) a Young Boys Bern (Švýcarsko). V prosinci 2015 v týmu s dalšími šesti hráči předčasně skončil.

### Getafe CF
V červnu 2016 podepsal roční smlouvu se španělským klubem Getafe CF. V Getafe působil do ledna 2018.

### Albacete Balompié
V lednu 2018 přestoupil z prvoligového Getafe do klubu Albacete Balompié ze španělské druhé ligy Segunda División. V klubu zůstal až do července 2022, kdy se z něj stal volný hráč.

### Slovenské angažmá
V následujících letech vystřídal hned několik angažmá na Slovensku. Jednalo se o týmy FK Dukla Banská Bystrica, FC Spartak Trnava a FC Košice. 

### SK Dynamo České Budějovice
Dne 4. února 2025 přestoupil do klubu SK Dynamo České Budějovice.